# Statsminister
Statsminister är titeln på regeringschefen i Danmark, Finland, Island, Norge och Sverige. I andra länder förekommer andra titlar för regeringschefen, även om titeln statsminister ibland används på svenska även om regeringschefer i andra länder med parlamentariskt regeringssystem.   I Luxemburg och Monaco används på franska en snarlik titel för regeringschefen.

## Historik

### Sverige

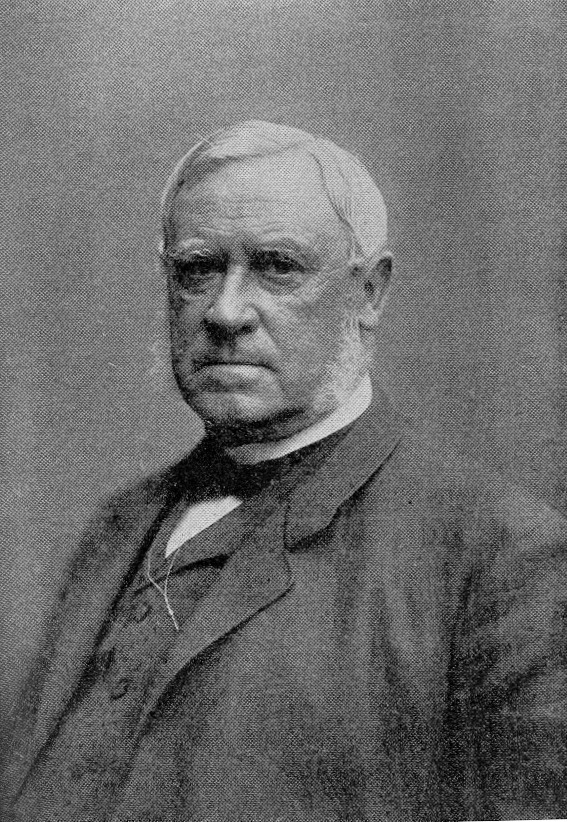
Louis De Geer var Sveriges förste statsminister.

I Sverige infördes med 1809 års regeringsform titlarna justitiestatsminister och utrikesstatsminister. Dessa var de främsta ledamöterna av statsrådet (regeringen) men hade inte ställning av regeringschef. Vid en reform av regeringsformen 1876 bestämdes att det skulle finnas en statsminister, som skulle vara chef för regeringen, medan ett annat statsråd blev chef för justitiedepartementet (och därmed kom att kallas justitieminister). Utrikesstatsministern blev minister för utrikes ärendena, i dagligt tal utrikesminister. Sveriges förste statsminister blev Louis De Geer, som fram till dess hade varit justitiestatsminister.
I Sverige var statsministern tidigare en av de tre ämbetsmän som bar titeln excellens. De andra två var utrikesministern och riksmarskalken.

### Norge

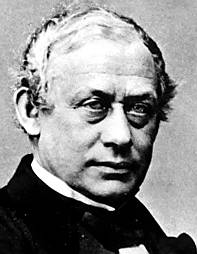
Frederik Stang var den första norska regeringschef som bar titeln statsminister.

När Norge kom i union med Sverige 1814 fick landet en statsminister. Från 1814 till 1873 befann sig Norges statsminister vid statsrådsavdelningen i Stockholm. I dennes frånvaro leddes regeringen i Kristiania (nuvarande Oslo) av ett förstestatsråd. Norges regering styrdes under denna tid av en riksståthållare som var chef för den norska regeringen. Ståthållarstriden uppstod 1859 då den tillträdande kungen, Karl IV (i Sverige Karl XV), inte kunde infria sitt löfte att avskaffa ämbetet. Stortinget antog 1859 med 100 röster mot 2 att upphäva riksståthållarämbetet. Oscar II beslöt först 1873 att riksståthållarämbetet skulle upphävas och regeringschefen i Norge fick då titeln statsminister. Från 1873 och fram till unionsupplösningen arbetade Norges statsminister i Kristiania, och Norges statsminister i Stockholm blev hans representant för statsrådsavdelningen i Stockholm. I rang kom Norges statsminister i Stockholm efter Norges statsminister i Kristiania. Den förste norske regeringschefen med titeln statsminister var Frederik Stang.

### Danmark

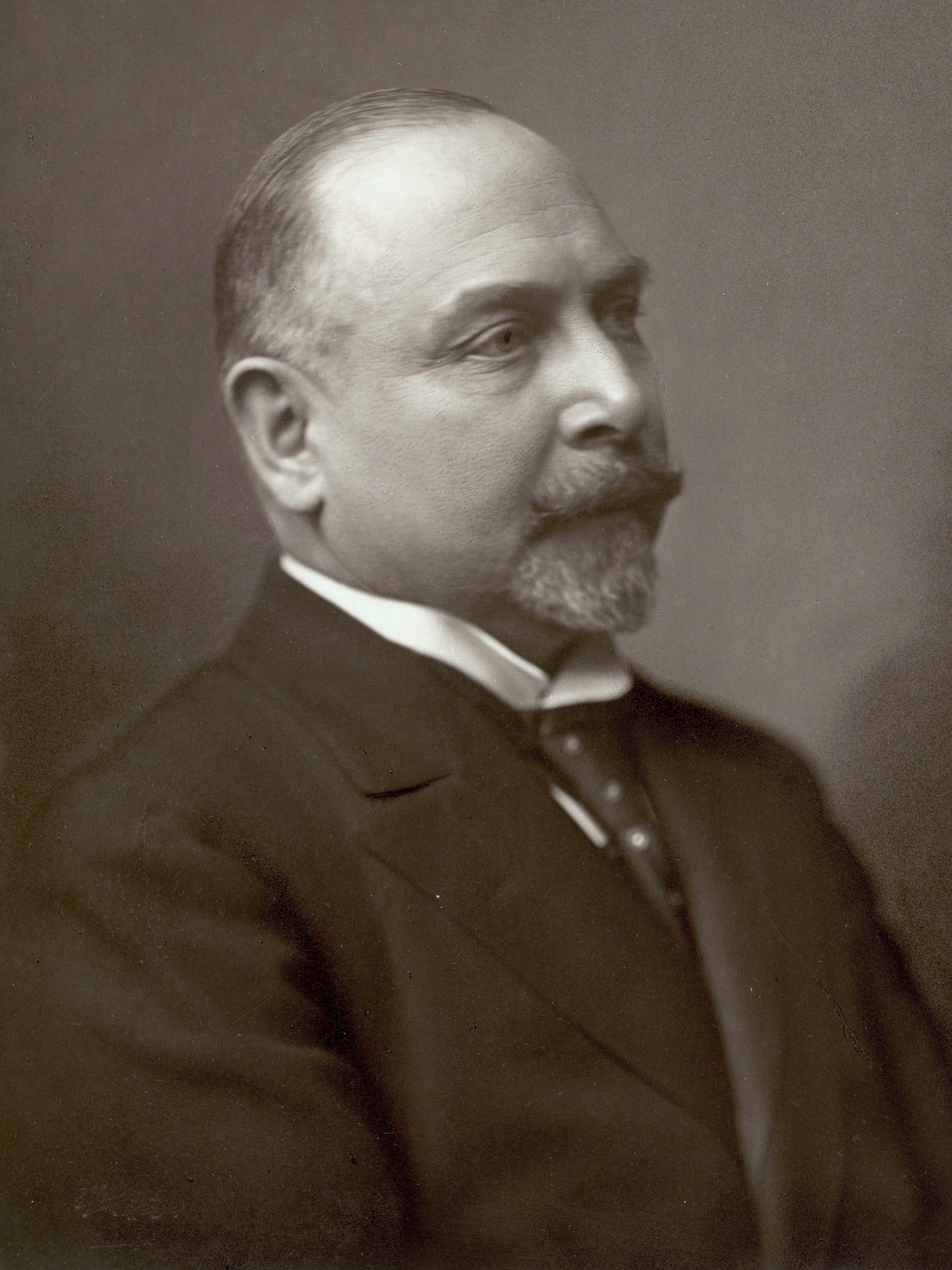
Carl Theodor Zahle var den första danska regeringschef som bar titeln statsminister.

Under det danska kungliga enväldets tid inrättades posten storkansler 1676, en titel som 1730 ändrades till statsminister (geheimestatsminister). Denne statsminister hade en ledande ställning i den danska regeringen, men var inte formellt regeringschef. När enväldet avskaffades 1848 fick den danska regeringschefen titeln premiärminister 1848–1854 och därefter konseljpresident till 1918, men sedan bytte man till titeln statsminister, genom en grundlagsändring. Den förste danske statsministern som regeringschef blev Carl Theodor Zahle från Radikale Venstre, som hade suttit som konseljpresident sedan 1913.

### Finland
Finland förklarade sig självständigt från Ryssland i samband med ryska revolutionen 1917. Den finska regeringen kallades under den ryska tiden för Kejserliga Senaten för Finland och som regeringschef fungerade vice ordföranden för senatens ekonomiedepartement. När man skrev det självständiga Finlands första grundlag, 1919 års regeringsform, valde man att knyta an till terminologin i Sverige och övriga nordiska länder i stället för att fortsätta med de titlar som var förknippade med den ryska tiden. Senatens ekonomiedepartement blev således statsrådet och regeringschefen fick titeln statsminister. Finlands förste statsminister blev Juho Vennola från Framstegspartiet.

## Liknande titlar på andra språk
I Portugal kallas regeringschefens ställföreträdare för Ministro de Estado.
I Luxemburg har regeringschefen på franska titeln ministre d'Etat som en av sina titlar. I Monaco tillsattes en ministre d'Etat för första gången 1911 och är regeringschef. Fram till 2002 var det bestämt att denne behövde vara fransk medborgare.